# Cardepia arenbergeri
Cardepia arenbergeri là một loài bướm đêm trong họ Noctuidae.